# Gentski oltar
Gentski oltar je spektakularni oltar-poliptih (4,5 x 3,5 m, s 20 ploča) koji se nalazi u crkvi sv. Bavona u Gentu, djelo je slavne braće van Eyck (Hubert van Eyck i Jan van Eyck).
Ovo veliko remek-djelo započeto je za bavarskog vojvodu Johanna i njegovu prijestolnicu u Utrechtu, a završeno, nakon vojvodine smrti, za bogatog patricija Jodoka Vyda, za njegovu obiteljsku kapelicu u crkvi sv. Bava. (Po natpisu kronostihu na ovome oltaru, Pictor Hubertus Deyck, major que nemo repetus, Hubert je smatran za najvećeg slikara svoga doba.) Zapravo Hubert je započeo ovo djelo, ali ga je 1432. završio njegov brat Jan, 10 godina nakon njegove smrti. 
Ikonografska tematika oltara je u vezi s biblijskim Ivanom Krstiteljem i Apokalipsom Ivana Evanđelista (“Klanjanje janjetu”). Na ovom djelu, u okviru tzv. nordijskog slikarstva i njegove srednjovjekovne sakralne sheme, javlja se po prvi put niz novih suvremenih motiva i tema. Čitav apokaliptički prizor (Ecce agnus dei – skupina vjernika kako se klanja apokaliptičnom jaganjcu) kao kompozicija smješten je u prirodni ambijent, u slobodan pejsaž, koji je dat minuciozno, gotovo pendantno veristički. 
Braća van Eyck su u obradi pejzaža, kostima i lica saželi i pružili u tome velikome djelu sve što je tadašnja nordijska umjetnost mogla uopće dati. Likovi i dijelovi pejzaža prikazani su kao pojave sagledane u prirodi i ostvarene na način, koji nasuprot tradicionalnim idealističkim likovnim formulacijama jasno ukazuje na realističke tendencije. 
Uporaba uljene boje omogućila im je profinjene prijelaze u tonovima i bogata i harmonična kolorita, te bolje dočaravanje dubine prostora. 
Nad glavnom pločom prikazan je Krist između Marije i Ivana Krstitelja. Adam i Eva koji se nalaze na krilima ovog sklopivog oltara su prva dva akta u okviru nordijske slikarske tematike, a nastala su gotovo u isto vrijeme kad i Masacciovi aktovi “praroditelja” u firentinskoj crkvi Sta Maria del Camine. Oba akta pružaju primjer dotada nedostignutog savršenstva u slikanju golih tijela. Pored njih su vjerojatno prvi vjerni portreti na sjeveru - donatora Jodocusa Vydta i njegove žene.
Jedna od ploča na ovome oltaru je i Pjevanje anđela koji rasporedom masa, osobnim karakteriziranjem pojedinih likova, snažnim živim bojama koje do dan danas nisu trebale nikakvog popravka, znače početak nove epohe umjetnosti - renesanse.

## Vanjske poveznice
- Detailed notes on the iconography- Marist Collecge
- The Metropolitan Museum
- Webmuseum, Paris: Eyck, Jan van: The Ghent altarpiece  Arhivirana inačica izvorne stranice od 14. srpnja 2007. (Wayback Machine)
- Jan and Hubert van Eyck: The Ghent Altarpiece - Cathedral of St. Bavon at Ghent
- Image bank of the Flemish Reproductiefonds containing high resolution digital images of the Ghent Altarpiece made on request of Saint Bavo Cathedral
- The theft of the Just Judges  Arhivirana inačica izvorne stranice od 30. rujna 2007. (Wayback Machine)

| Portal:Kršćanstvo | Portal: Kršćanstvo |